# Акилина Старшая
Ак(в)или́на Старшая (лат. Aquilina), также Акили́на Библ(о)ская или Акили́на Финикийская — христианская мученица и святая III века, чьё имя на Руси превратилось в Акулина, а образ трансформировался в Акулину-гречишницу, покровительницу и пособницу урожая гречихи. Её день памяти отмечается 13 (26) июня.

## Житие
Родилась в финикийском городе Библ (ныне Ливан); отец — христианин Евтолмий. На втором году Акилина лишилась отца и осталась на попечении матери.
Когда Акилине исполнилось десять лет, шёл седьмой год царствования Диоклетиана, в царствование (284—305 гг.) которого было издано четыре указа против христиан; а начальство над Палестинской страной принял некий Волусиан.
Беседы блаженной Акилины со своими сверстницами подслушал один из рабов начальника области, по имени Никодим, который и сообщил своему господину, что в городе жила отроковица, называвшая бесами ничтожных, по её мнению, богов-идолов и не повиновавшаяся указам царей о почитании последних, причём она, проповедуя о каком-то распятом боге, отвращала некоторых от религии отцов. Начальник области послал слуг схватить отроковицу; это произошло во второй год правления областью Волусиана и на двенадцатом году от её рождения. Не отрёкшись от веры даже после пыток, она была обезглавлена.